# Gare de Tulle
La gare de Tulle est une gare ferroviaire française située sur le territoire de la commune de Tulle, préfecture du département de la Corrèze, en Nouvelle-Aquitaine.

## Situation ferroviaire

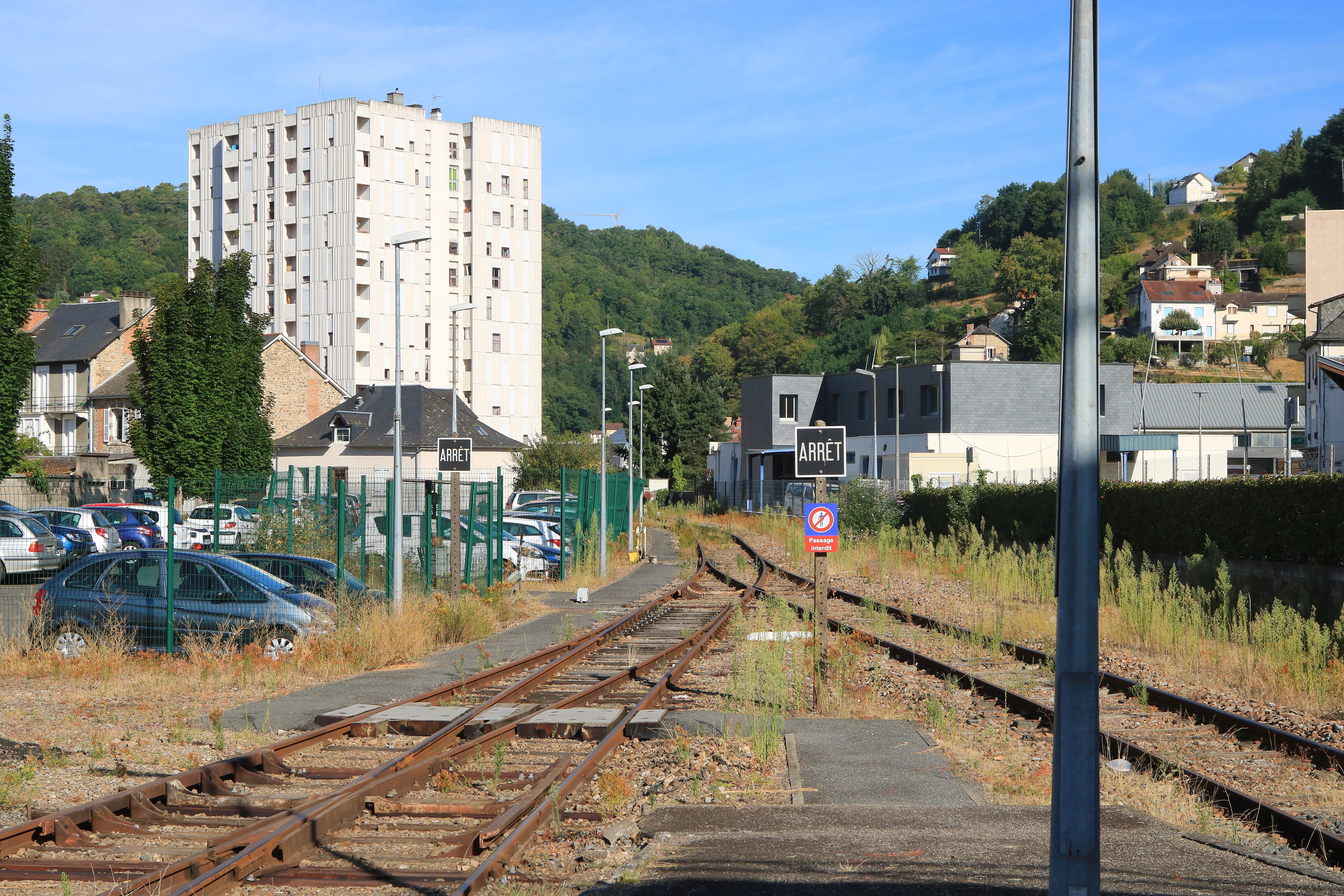
Tiroir en impasse de l'extrémité nord de la gare.

Gare en impasse, elle est située au point kilométrique (PK) 173,415 de la ligne de Coutras à Tulle et au PK 597,048 de la ligne de Tulle à Meymac. Son altitude est de 213 m.

## Histoire
La gare était desservie, de 1904 à 1969, par le chemin de fer à voie métrique du PO-Corrèze qui la reliait à Seilhac - Uzerche vers le nord et Argentat vers le sud.

## Fréquentation
Selon les estimations de la SNCF, la fréquentation annuelle de la gare figure dans le tableau ci-dessous.
| Année                               | 2015    | 2016    | 2017    | 2018    | 2019    | 2020    | 2021    | 2022    | 2023    |
| ----------------------------------- | ------- | ------- | ------- | ------- | ------- | ------- | ------- | ------- | ------- |
| Nombre de voyageurs                 | 180 262 | 160 793 | 152 654 | 122 979 | 134 327 | 90 608  | 124 398 | 157 594 | 170 783 |
| Nombre de voyageurs + non voyageurs | 225 328 | 200 992 | 190 817 | 153 724 | 167 909 | 113 261 | 155 498 | 196 992 | 213 479 |

### Accueil

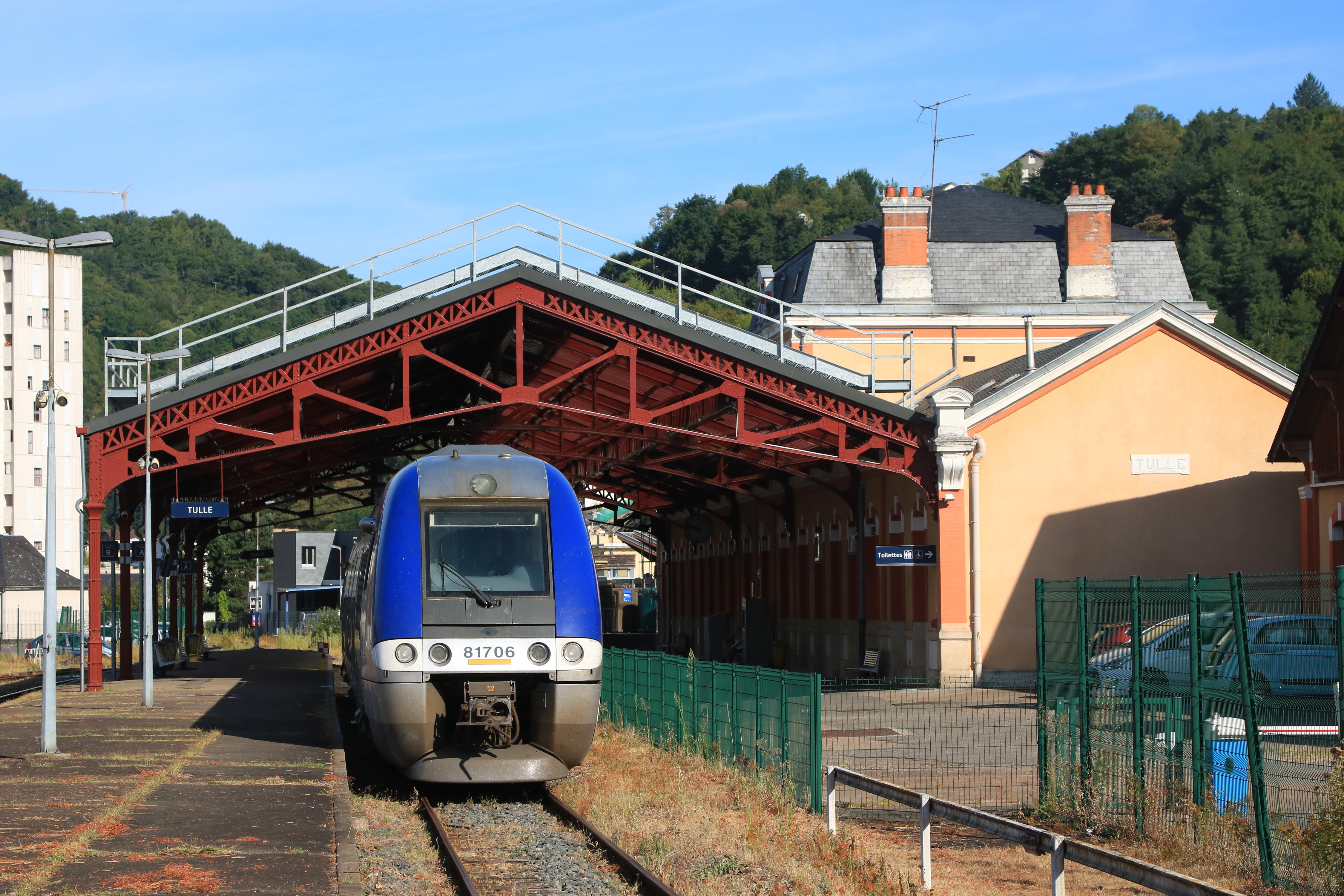
Un B 81500 en gare.

## Service des voyageurs

### Desserte
Elle est principalement desservie par des trains TER Nouvelle-Aquitaine, sur la relation de Brive-la-Gaillarde à Ussel (ligne 27), et par quelques TER depuis et vers Périgueux / Bordeaux.

## Service des marchandises
Cette gare a été fermée au service du fret le 2 novembre 2004.